# پادشاه مقدس
پادشاه مقدس (انگلیسی: Sacred king) در بسیاری از جوامع تاریخی، موقعیت پادشاهی معنایی مقدس دارد؛ یعنی با کاهن اعظم (مذهبی) و قاضی یکی است. پادشاه مقدس با مفهوم حاکمیت دینی (تئوکراسی) مرتبط است، اگرچه یک پادشاه مقدس لزوماً نیازی به حکومت از طریق مرجعیت مذهبی خود ندارد. بلکه خود موقعیت او دارای اهمیت مذهبی است.